# Michael Janyk
Michael Janyk (ur. 22 marca 1982 w North Vancouver) – kanadyjski narciarz alpejski, brązowy medalista mistrzostw świata.

## Kariera
Po raz pierwszy na arenie międzynarodowej pojawił się 21 listopada 1997 roku w Mount Norquay, gdzie w zawodach FIS Race zajął 48. miejsce w gigancie. W 2001 roku wystartował na mistrzostwach świata juniorów w Verbier, zajmując 46. miejsce w gigancie. Podczas rozgrywanych rok później mistrzostw świata juniorów w Tarvisio jego najlepszym wynikiem było szóste miejsce w supergigancie.
W zawodach Pucharu Świata zadebiutował 20 stycznia 2002 roku w Kitzbühel, nie kwalifikując się do pierwszego przejazdu slalomu. Pierwsze pucharowe punkty wywalczył 13 grudnia 2004 roku w Sestriere, zajmując szesnaste miejsce w slalomie. Na podium zawodów tego cyklu jedyny raz stanął 3 grudnia 2006 roku w Beaver Creek, kończąc slalom na trzeciej pozycji. W zawodach tych rozdzielił André Myhrera ze Szwecji i Niemca Felixa Neureuthera. Najlepsze wyniki osiągnął w sezonie 2009/2010, kiedy zajął 25. miejsce w klasyfikacji generalnej.
Na mistrzostwach świata w Val d’Isère w 2009 roku zdobył brązowy medal w slalomie, przegrywając jedynie z Austriakiem Manfredem Prangerem i Francuzem Julienem Lizeroux. Był też między innymi szósty w tej samej konkurencji podczas mistrzostw świata w Åre w 2007 roku. W 2006 roku wystartował na igrzyskach olimpijskich w Turynie, zajmując 17. miejsce w slalomie. Podczas rozgrywanych cztery lata później igrzysk w Vancouver był trzynasty w tej konkurencji. Brał też udział w igrzyskach olimpijskich w Soczi w 2014 roku, kończąc slalom na szesnastej pozycji.
W 2015 roku zakończył karierę.

## Osiągnięcia

### Igrzyska olimpijskie
| Miejsce | Dzień     | Rok  | Miejscowość | Konkurencja     | Czas biegu | Strata | Zwycięzca        |
| ------- | --------- | ---- | ----------- | --------------- | ---------- | ------ | ---------------- |
| 17.     | 25 lutego | 2006 | Turyn       | Slalom          | 1:44,18    | +3,05  | Benjamin Raich   |
| 26.     | 21 lutego | 2010 | Vancouver   | Superkombinacja | 2:44,92    | +5,85  | Bode Miller      |
| 13.     | 27 lutego | 2010 | Vancouver   | Slalom          | 1:39,76    | +1,77  | Giuliano Razzoli |
| 16.     | 22 lutego | 2014 | Soczi       | Slalom          | 1:41,84    | +2,52  | Mario Matt       |

### Mistrzostwa świata
| Miejsce | Dzień     | Rok  | Miejscowość | Konkurencja     | Czas biegu | Strata | Zwycięzca            |
| ------- | --------- | ---- | ----------- | --------------- | ---------- | ------ | -------------------- |
| 11.     | 12 lutego | 2005 | Bormio      | Slalom          | 1:41,34    | +2,29  | Benjamin Raich       |
| 22.     | 8 lutego  | 2007 | Åre         | Superkombinacja | 2:28,99    | +3,70  | Daniel Albrecht      |
| 6.      | 17 lutego | 2007 | Åre         | Slalom          | 1:57,33    | +2,65  | Mario Matt           |
| DNQ2    | 13 lutego | 2009 | Val d’Isère | Gigant          | 2:18,82    | -      | Carlo Janka          |
| 3.      | 15 lutego | 2009 | Val d’Isère | Slalom          | 1:44,17    | +1,53  | Manfred Pranger      |
| DNF1    | 20 lutego | 2011 | Ga-Pa       | Slalom          | 1:41,72    | -      | Jean-Baptiste Grange |
| 14.     | 17 lutego | 2013 | Schladming  | Slalom          | 1:51,03    | +2,78  | Marcel Hirscher      |

### Mistrzostwa świata juniorów
| Miejsce | Dzień     | Rok  | Miejscowość | Konkurencja | Czas biegu | Strata | Zwycięzca     |
| ------- | --------- | ---- | ----------- | ----------- | ---------- | ------ | ------------- |
| DNF2    | 8 lutego  | 2001 | Verbier     | Gigant      | 2:08,79    | -      | Hannes Reiter |
| 46.     | 9 lutego  | 2001 | Verbier     | Slalom      | 1:25,72    | +5,06  | Stefan Kogler |
| 30.     | 27 lutego | 2002 | Tarvisio    | Zjazd       | 1:26,85    | +2,56  | Adam Cole     |
| 9.      | 28 lutego | 2002 | Tarvisio    | Supergigant | 1:25,02    | +1,09  | Peter Fill    |
| DSQ1    | 2 marca   | 2002 | Tarvisio    | Slalom      | 1:30,46    | -      | Steven Nyman  |

### Puchar Świata

#### Miejsca w klasyfikacji generalnej
- sezon 2004/2005: 55.
- sezon 2005/2006: 61.
- sezon 2006/2007: 33.
- sezon 2007/2008: 101.
- sezon 2008/2009: 56.
- sezon 2009/2010: 25.
- sezon 2010/2011: 39.
- sezon 2011/2012: 59.
- sezon 2012/2013: 93.
- sezon 2013/2014: 79.

#### Miejsca na podium w zawodach
1. Beaver Creek – 3 grudnia 2006 (slalom) – 2. miejsce